# ウォルター・モンデール
ウォルター・フレデリック・モンデール（英語：Walter Frederick Mondale、1928年1月5日 - 2021年4月19日）は、アメリカ合衆国の政治家。同国第42代副大統領（在任：1977年1月20日 - 1981年1月20日）。ミネソタ州検事総長、同州選出連邦上院議員、駐日アメリカ合衆国大使を歴任した。1984年アメリカ合衆国大統領選挙での民主党の大統領候補であった。

## 来歴

### 生い立ち・軍歴
1928年1月5日にミネソタ州セイロンに誕生する。父親のセオドア・ジーグヴァード・モンデールは、ノルウェー系でメソジスト派の牧師を務めており、母親のクラリベル・ホープ（旧姓カウァン）は音楽教師であった。幼少時をミネソタ南部の小さな町で過ごし、その中にはヘロンレイクやエルモアが含まれた。後の1980年アメリカ合衆国大統領選挙でそれらの町を故郷だと述べた。異母兄のレスター・モンデールはユニテリアン派の牧師であった。
セントポールのマカレスター大学に入学した後、パブリック・アイビーの1つであるミネソタ大学に編入し、1950年にミネソタ大学を卒業した。ロー・スクールに通うための経済的余裕が無かったため、陸軍に入隊した。朝鮮戦争時の2年間をフォート・ノックスで過ごし、伍長まで昇進した。除隊後に復員兵援護法による奨学金を利用してミネソタ大学ロースクールに入学して1956年に卒業した。

### 政治家

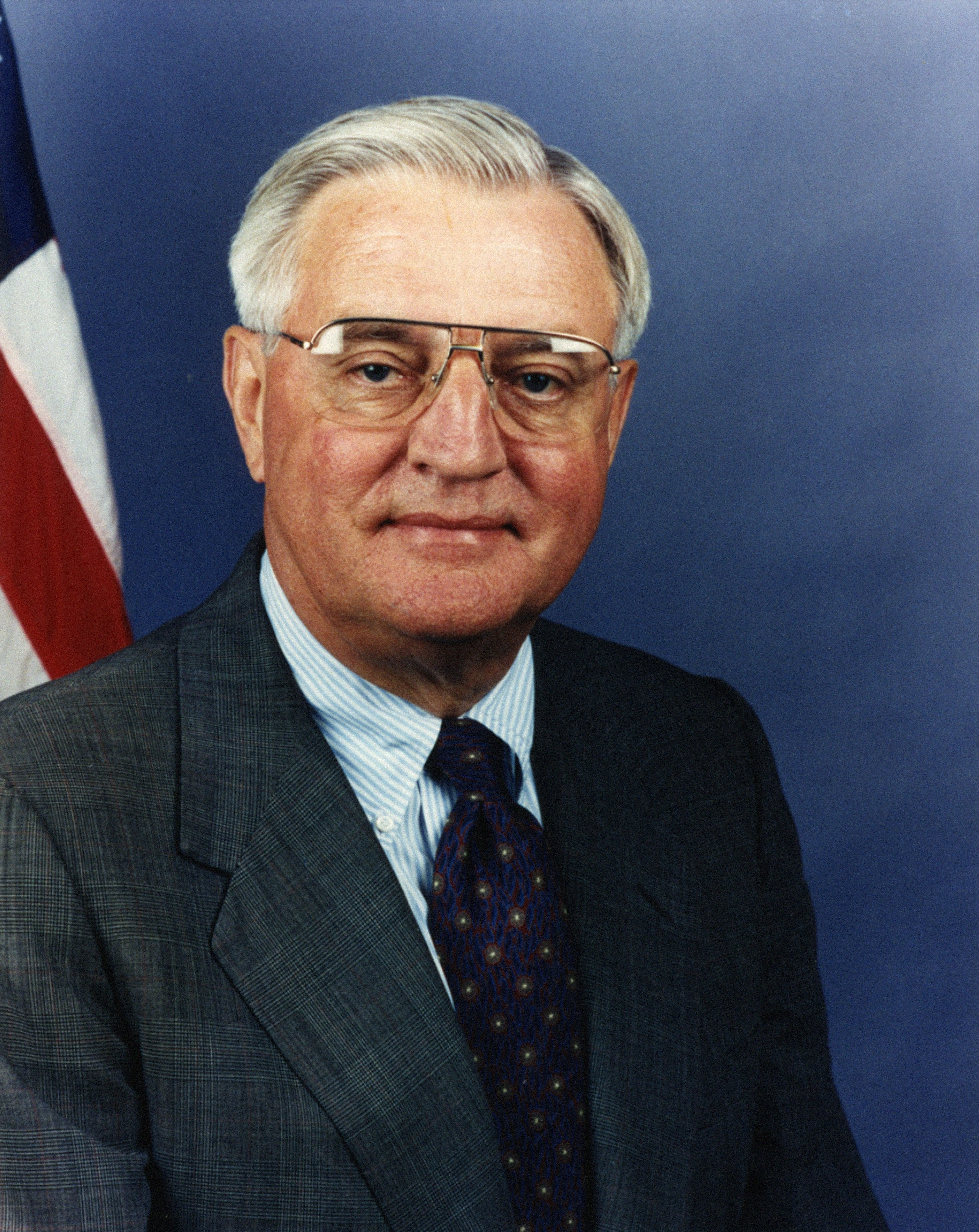
駐日大使時代

マカレスター大学在学中にミネアポリスのヒューバート・H・ハンフリー市長の選挙運動を手伝ったのがきっかけで政界入り。弁護士、ミネソタ州司法長官を経て1964年、リンドン・ジョンソン政権の副大統領に就任したヒューバート・H・ハンフリーの後継者としてアメリカ合衆国上院議員に当選。上院の民主党内では急進派と保守派の中間的な立場であった。
1976年アメリカ合衆国大統領選挙で民主党の大統領候補であるジミー・カーターから副大統領候補に選ばれて当選した。1977年1月20日から1981年1月20日まで副大統領を務めた。副大統領として就任直後からヨーロッパを訪問するなど国内外を廻る。しかし1980年アメリカ合衆国大統領選挙では共和党のレーガンとブッシュに敗北して下野した。
1984年アメリカ合衆国大統領選挙では、共和党の現職であるレーガン大統領に対する民主党の大統領候補に正式指名される。副大統領候補には女性として史上初の2大政党指名候補となるジェラルディン・フェラーロ下院議員を立てた。選挙戦ではリベラル寄りの主張を展開し、レーガノミクス・軍拡路線を批判したが、選挙人投票で525票対13票で敗れる。
クリントンによって民主党が政権奪取に成功すると、当初は駐イギリス大使・駐フランス大使への起用が検討されたが、これを固辞した。結局、1993年に駐日大使に任命され、日米構造協議以降の貿易不均衡の是正や非関税障壁の排除に力を振るうものの、「（中国との）尖閣諸島の帰属に関する実力行使を伴う国際紛争の場合、日米安保は発動しない」と発言して石原慎太郎などから批判された。1996年の帰国後に退任した。
2002年の中間選挙ではミネソタ州選出のポール・ウェルストーン上院議員が再選を目指して選挙戦で共和党候補としのぎを削っていたが、投票日11日前になって州内を遊説中の同議員がチャーターしていた小型機が墜落し、同議員を初め、ウェルストーン選挙対策幹部全員が死亡した。その代役として周囲から推され出馬するが、共和党候補に50パーセント対47パーセントで敗れる。2008年8月20日に2008年アメリカ合衆国大統領選挙の民主党候補であるバラク・オバマの対日政策顧問グループに名誉会長として参加した。
2021年4月19日にミネアポリスの私邸で、老衰により93歳で死去した。

## エピソード
同郷の親友であったロバート・セルマー・バーグランドは、モンデールが副大統領職を務めたカーター政権で農務長官となった。
落語家の初代林家三平には「大統領の肩を副大統領が揉んでいるということで、これをカーター・モンデール…」と小咄にされたことがある（1977年に放送されたNHKの「金曜招待席」より）。
駐日大使時代に長女のエレノアと俳優の堤大二郎の交際が報道され、本人もその事実を認めたことから話題となった。

## 受章
2008年に桐花大綬章を受章した。